# Juana Barraza Zamperio
Juana Barraza Zamperio (Pachuca, 27 december 1957), is een Mexicaanse seriemoordenaar. Haar bijnaam is Mataviejitas (Oudevrouwtjesmoordenaar).
Mataviejitas was vermoedelijk sinds het eind van de jaren 90 actief. De eerste specifieke moord die aan haar wordt toegeschreven dateert van 17 november 2003. Schattingen over het totaal aantal slachtoffers lopen uiteen van 16 tot 49. Alle slachtoffers waren vrouwen van boven de 60, die meestal alleen woonden. De doodsoorzaak was meestal een klap op het hoofd of wurging. In sommige gevallen was er ook sprake van roof en seksueel misbruik. Vermoed wordt dat Mataviejitas toenadering tot haar slachtoffers vond door zich voor te doen als een overheidsfunctionaris die sociale voorzieningen aanbood.
De autoriteiten beschouwden de media-aandacht rond Mataviejitas aanvankelijk als fantasierijk sensationalisme, maar namen het uiteindelijk toch serieus. In november 2005 werd aangenomen dat het om een travestiet ging, omdat getuigen Mataviejitas in vrouwenkleding hadden gezien. 
Op 25 januari 2006 kwam er een doorbraak toen Zamperio werd gearresteerd nadat zij vluchtte van het huis van het laatste slachtoffer, Ana María de los Reyes Alfar,uit het toenmalige district Venustiano Carranza. Het slachtoffer bleek gewurgd te zijn met een stethoscoop. Tot ieders verbazing bleek de dader een vrouw te zijn. Volgens de politie van Mexico-Stad bewijzen vingerafdrukken van Barraza al zeker 10 moorden. Ze heeft naar verluidt vier moorden toegegeven, maar alle andere moorden ontkend. In 2008 werd zij wegens 16 moorden en 12 berovingen tot 759 jaar gevangenisstraf veroordeeld.